# 헤르베르투스 2세

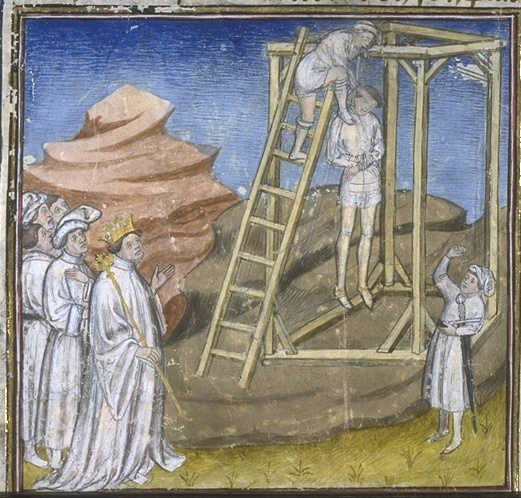
생캉탱에서 헤르베르트 2세를 교수형에 처하는 서프랑크의 왕 루이 4세 해외왕
(작자 미상, 14세기 작)

헤르베르트 2세(Herbert II of Vermandois, 880년 - 943년 2월 23일)은 서프랑크 왕국의 귀족, 왕족이었다. 베르망두아 백작 헤르베르트 1세의 아들이다. 로베르 1세의 처남이며, 후에 자신의 외조카딸 아델라와 결혼하여 로베르 1세의 사위가 되었다. 카롤링거 왕조의 분가인 헤르베르터 왕조 출신이며, 베르망두아와 뫼욱스, 수아송의 백작을 지냈으며, 생캉탱, 페로네의 영주였다. 918년부터는 메제레와 벡상의 백작을 겸했다. 그는 후대에 샹파뉴가 된 지역의 첫 통치자이기도 했다. 922년 서프랑크 왕국의 군주 샤를 3세 생쁠을 체포하여 투옥시켰다.
922년 네우스트리아 귀족들이 로베르 1세를 추대할 때 그를 적극 지지했고, 샤를 3세파 군대와 교전 중 923년 6월 15일 샤를 3세 생쁠을 사로잡아 감금하였다. 이후 감금된 샤를 3세 생쁠을 이용하여 외조카사위이자 동서인 라울 왕에게 각종 이권을 요구했고, 라울은 그를 혐오하였다. 루이 4세 투르트메르가 앵글로색슨에서 서프랑크로 귀국한 뒤, 생캉탱에서 교수형당했다. 그는 당시 서프랑크 왕국의 중부와 북부의 강력한 영주의 한 사람이었고, 후대에 샹파뉴라고 불리는 지역을 통치하였다. 카롤루스 대제의 차남 피피노 카를로만의 서손자 상리스 백작 피핀 2세의 후손이다.

## 생애

### 출생과 가계
헤르베르트 2세는 880년 노르망디의 베르망두아에서 태어났으며, 상리스와 베르망두아의 백작 헤르베르트 1세의 아들이자, 상리스 백작 피핀 2세의 손자였다. 그의 어머니는 베르타(Bertha) 또는 리우트가르트(Liutgard)로, 트루아 백작 아달레메(Adalelme)의 딸이었다.
베르망두아 백작가문은 샤를마뉴의 증손자 상리스 백작 피핀 2세의 후손으로, 가문의 창시자 피핀 2세는 피피노 카를로만의 손자이자, 그의 서자로 이탈리아 롬바르디아의 왕을 지낸 베른하르트의 서자였다. 샤를마뉴의 여섯째 아들 경건왕 루이 드 데보네르의 후손인 샤를 3세 생쁠에게는 같은 가문의 먼 친척이 되었지만, 818년 피피노 카를로만의 아들 베른하르트가 경건왕 루이 드 데보네르에 의해 두눈이 뽑히고 장님이 되어 병을 얻어 죽은 일 이후, 그의 집안은 경건왕 루이 드 데보네르의 후손들에게 대대로 앙심을 품고 있었다. 아버지 헤르베르트 1세는 일단 서프랑크 왕국의 대머리 카를 2세에게 충성하고 그의 봉신이 되었다.
큰아버지 피핀 3세의 딸 발루아의 포파는 노르만 족 지도자이자 노르망디 공작 롤로에게 시집갔다.

### 베르망두아, 뫼욱스, 수아송 백작

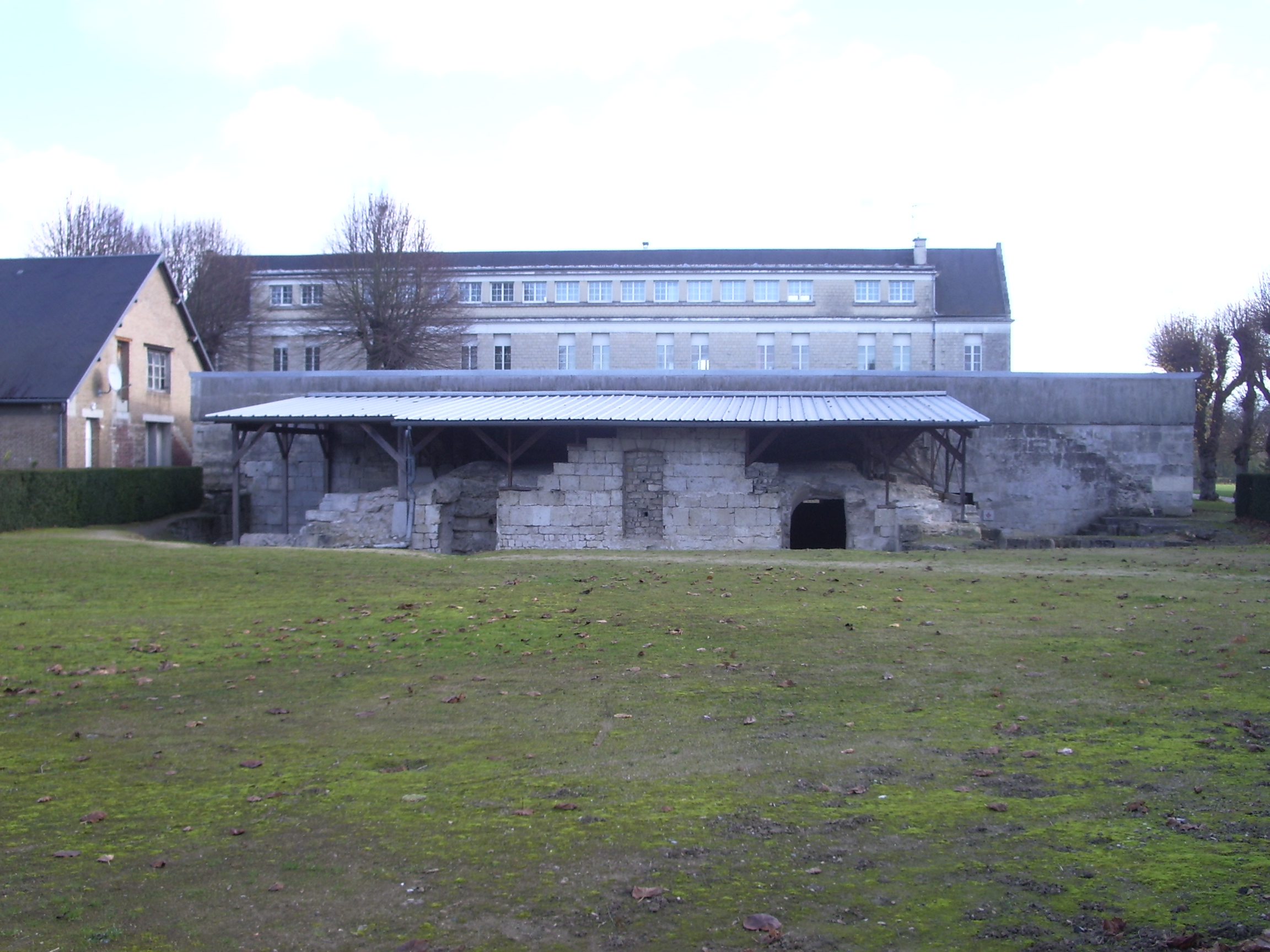
성 메다드 평신도 수도원

헤르베르트의 누이 베아트릭스(Béatrice)는 네우스트리아의 실력자였던 로베르 1세에게 시집갔는데, 907년 5월 21일 헤르베르트는 자신의 외조카이며 서프랑크왕 로베르 1세의 딸 아델라와 결혼했다. 아델라와의 결혼으로 그는 뫼욱스 백작직을 받았다.
907년 11월 6일 아버지 헤르베르트 1세가 플랑드르 백작 보두앵 2세에게 암살당하자 그는 베르망두아의 백작위를 계승했고, 이어 수아송 백작위도 계승했다. 그밖에 벡상과 캄파네 지역의 영지도 물려받았다. 907년 수아송의 성 메다드 평신도 수도원(Abbey of Saint-Médard de Soissons)의 원장직도 물려받았다. 그는 평신도 수도원의 원장의 직책을 맡으면서, 그 재산의 수입을 축적했다 한다. 당시 그의 사촌 베른하르트도 근처 보베(Beauvais)와 상리스의 백작이었고, 이 두명은 당시 프랑크 왕국 북서부의 영향력있는 영주들이었다.
918년 이전에 헤르베르트 2세는 네우스트리아와 앙주백작으로 있던 로베르 1세(후일의 서프랑크 왕)의 딸 아델라와 결혼하였다. 아델라는 지참금으로 뫼우(Meaux) 변경백령을 가져왔다. 헤르베르트는 카스트룸 테오도리히 지역에 성곽을 수축하여, 요새를 형성하였다. 플로도하르 연대기에 의하면 이때부터 샤토 티에리라는 이름을 썼다고 한다.
918년에는 메제레(Mezeray) 백작을 겸했고, 벡상 백작 랄프 1세를 축출하고 벡상을 차지했지만, 다시 랄프 1세가 차지하게 되었다.
그는 아들 위그를 랭스 대주교로 앉히려고 시도했지만 실패했고, 대신 922년 세울프가 랭스 대주교에 임명되었다. 그러나 922년에 랭스 대주교 세울프(Seulf)로부터 자신의 사후 헤르베르트의 아들 위그를 후계자로 승인할 것을 약속받았다. 그러나 위그의 랭스 대주교 임명을 반대하는 이들이 있었다. 925년 랭스 대주교가 죽자 헤르베르트는 위그를 랭스 대주교에 앉힌 뒤 926년 교황 요한네스 10세에게 사자를 보냈고, 교황 요한네스 10세로부터 위그의 대주교직 승인을 받아냈다. 승인을 확인한 후 헤르베르트는 아들 위그를 오세르에 보내 신학공부를 하게 했고, 실제 권한은 수아송의 아보 주교가 대신 행사하였다.
920년 무렵 바이킹 족을 받아들인 문제와 로타링기아에만 집중하는 문제로 네우스트리아에서는 단순왕 샤를 3세에 대한 반발이 심했고, 네우스트리아 후작 로베르 1세는 885년 이후 계속 왕국 북방을 방어하면서 바이킹 족을 격퇴하고 921년 루아르 계곡에서 바이킹을 격파하고, 살아남은 일부는 그리스도교로 개종시켜 낭트에 정착하게 하여 귀족들의 신뢰를 얻었다.
단순왕 샤를 3세와 로베르 1세 사이에서 서프랑크의 왕위를 놓고 갈등할 때, 헤르베르트 2세는 노르만 족을 크게 물리친 로베르 1세를 적극 지지하였다. 그는 계속 처남인 위그 르 그랑과 함께 단순왕 샤를 3세의 군대와 맞서 싸웠다. 922년 서프랑크의 네우스트리아 지방 귀족들이 쿠데타를 일으킬 때 가담하여, 로베르 1세를 추대하였다. 이후에도 내전은 계속되었고 그는 단순왕 샤를 3세를 체포하여 감금하기도 했다. 이후에도 단순왕 샤를 3세 지지자들의 반발은 계속되었고, 단순왕 샤를 3세 지지파들은 카스트룸 테오도리히에서 바이킹에게 도움을 청하였다.

### 샤를3세 체포, 라울 즉위 이후
헤르베르트 2세는 위그 르 그랑과 함께 로베르 1세를 도와 단순왕 샤를 3세파 군대와 계속 교전, 923년 초 그의 군대가 레모아(Rémois)를 점령했고, 923년 6월 15일 최종적으로 샤를 3세파 군대를 격파하고 샤를 3세를 사로잡았다. 헤르베르트 2세는 샤를 3세를 솜의 페로네 성의 감옥에 유폐하였다. 일설에는 헤르베르트가 샤를 3세 단순왕에게 안전한 피난처를 주겠다고 약속했다가 배신하여 그를 포로로 가두었다는 설이 있다. 이후 헤르베르트는 샤를 3세 단순왕을 카스트룸 테오도리히(Castrum Theodorici, 훗날의 샤토 티에리) 감옥으로 옮겼다가 페로네의 감옥으로 샤를을 옮겼다.

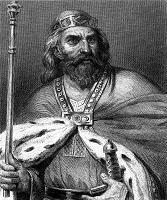
라울
(동서이자 서프랑크의 군주. 헤르베르트는 그가 반대파가 많다는 점과 샤를 3세를 인질로 삼고 있는 것을 이용 라울에게 각종 이권을 요구했고, 라울과 갈등했다.)

그러나 이 전쟁에서 923년 6월 15일 로베르 1세가 전사하고, 새 왕으로 그의 사위인 라울이 추대되었다. 헤르베르트 2세는 자신이 샤를 3세를 사로잡아서 데리고 있는 것을 근거로, 외조카사위이자 동서인 라울에게 이런 저런 이권을 요구하였다. 헤르베르트는 샤를을 라울과의 협상 수단으로 이용했다. 라울은 비록 죄수복을 입은 포로의 신분이었지만 샤를 3세 생쁠을 만나자 그에게 칼을 바치며 군주로 예우하였다. 한편 군주를 납치하고 감금하면서 이런저런 이권을 요구하는 동서 헤르베르트에게 염증을 느낀 라울은 그를 의도적으로 멀리하였다.
샤를 3세를 사로잡은 뒤 교황 요한 10세는 그를 규탄, 샤를을 풀어줄 것을 요청했다. 교황 요한 10세는 당시 유럽의 지도자들 중에서 유일하게 샤를 3세의 구금에 대해 항의하였다. 교황 요한 10세는 헤르베르트에게 샤를 3세를 즉시 풀어주지 않으면 파문하겠다고 경고했지만, 헤르베르트는 그의 경고를 무시했다.
924년 헤르베르트는 사위인 플랑드르의 아르눌프 1세 및 아르눌프의 동생 아달울프(Adalolf)와 군대를 이끌고 북부 해안가에 들어오는 바이킹족과 교전하여 물리쳤다. 바로 노르망디를 공격, 노르망디 북동부의 에우(Eu)를 점령했다.
924년 헤르베르트는 라울 왕에 의해 페로네 백작에 임명되었다.
교황의 권위를 경멸한 헤르베르트는 925년 아들 위그를 랭스의 대주교로 착좌시켰다. 이 때 헤르베르트는 교황 요한 10세에게 자신의 아들이 주교로 서임되는 것을 승인하지 않을 경우 교구령을 분할하여 자신을 지지하는 여러 세력에게 배분하겠다고 위협하였다.

### 라울과의 갈등
라울은 국내 반대파들을 상대해야 하면서, 동시에 계속 영토를 침략하는 바이킹과 북방의 해적들, 마자르 족(헝가리인) 등의 침략과 약탈에 맞서 싸워야 했다. 헤르베르트는 자신이 샤를 3세 생쁠를 체포, 포로로 데리고 있는 것을 내세워 라울을 협박했지만 라울은 소극적으로 반응했다.
926년 레온의 백작 로저 1세(Roger I de Laon)가 사망하자 헤르베르트는 라울왕에게 레온백작직을 자신의 아들 외드에게 줄 것을 요구했지만 라울은 거절, 반대했다. 헤르베르트 2세는 감금된 샤를 3세를 위협하면서 라울에게 레온을 요구하였고, 레온 시내를 점령했지만 라울은 거절했다. 927년까지 레온 백작직을 놓고 그는 라울과 갈등하였다. 그는 감금당한 샤를 3세 생쁠을 위협하거나, 샤를 3세를 풀어주겠다며 라울에게 수시로 으름장을 놓았다.
926년 아미앵을 점령 아미앵백작 루돌프(Rudolf)를 축출하고, 아미앵 백작이 되었다. 927년 생 캉탱에, 929년에는 페로네에 요새를 건설하였으며 라울은 그를 경계하였다. 928년 레온의 영주를 겸하였다. 같은 928년 아미앵에 성곽을 수축하였다. 그러나 931년 아미앵은 반납해야 했다. 그러나 헤르베르트 2세는 아미앵을 포기하지 않았고 나중에 그의 아들 위그가 잠시 아미앵 백작직을 얻게 된다. 927년 헤르베르트는 라울을 상대로 반란을 일으켰다. 927년 헤르베르트는 자신이 샤를 3세 생쁠를 데리고 있는 것을 들어 라울에게 레온 지역을 요구했지만 거절당했다. 헤르베르트는 노르망디 공작 윌리엄 1세의 힘을 빌어 라울 왕에게 다시 레온을 요구하여 929년에 확보한다.
927년 헤르베르트는 노르망디공작 롤로에게 병력 지원을 요청했고, 롤로는 들어주는 대신 헤르베르트의 아들 중 한 명을 인질로 보낼 것을 요구했다. 헤르베르트 2세는 아들 외드를 롤로에게 인질로 보냈다. 928년에는 아들 외드를 데리고 부르고뉴로 갔다. 프로방스의 위그는 아들 외드를 비엔나 자작에 임명한다.
928년 라울을 상대로 라온을 넘겨주지 않으면 샤를 3세를 풀어주겠다고 위협하였다.
헤르베르트는 라울의 반대파가 있다는 점과 자신이 샤를 생쁠을 데리고 있는 것을 이용, 라울을 위협했다. 그러나 929년 샤를 르 생쁠은 페로네의 감옥에서 굶어죽었고, 라울을 반대하는 세력의 구심점이 사라졌다. 샤를 3세가 죽자 헤르베르트 혼자 라울에게 저항했고, 930년 초, 헤르베르트는 라울의 형제인 보소가 소유한 비트리 성을 점령했다. 샤를 생쁠의 사망 소식을 접한 라울은 형제인 보소와 네우스트리아 후작 위그 르 그랑과 함께 군사를 일으켜 비트리엔페르투아(Vitry-en-Perthois)을 공격했다. 931년 라울과 보소, 위그 르 그랑은 헤르베르트 2세의 아들 위그를 물리치고 랭스까지 진격하여 점령, 헤르베르트를 성공적으로 패배시키고 돌아갔다. 샤를의 죽음을 계기로 위그 르 그랑과의 갈등도 표면화되었다. 위그 르 그랑과의 갈등은 위그가 루이 4세와 갈등하는 937년에 가서 화해하게 된다. 라울은 랭스를 점령한 뒤 헤르베르트의 아들 위그를 쫓아내고, 아르토를 랭스 대주교로 임명했다. 931년 그는 독일의 왕 하인리히 1세와 교섭을 시도했지만 거절당한다.

### 생애 후반
헤르베르트는 자신의 아들들 중 위그를 랭스 대주교 자리에 앉히고 싶어하였다. 자녀 중 한 사람을 성직자로 만들어서 집안의 종교적 후광을 얻는 것은 고대 5,6세기 프랑크 왕국 때부터 이어진 관례의 하나였다. 그러나 헤르베르트의 아들 위그를 반대하던 랭스 대주교 아르토와 분쟁을 일으켰다. 랭스 대주교 아르토는 서프랑크 왕국의 작가이자 역사학자인 플로도하르트(Flodohard)의 후견인이었다. 세울프가 랭스 대주교로 선출되었고, 세울프는 헤르베르트 2세를 달래기 위한 노력으로 자신의 후계자를 헤르베르트의 아들 중에서 선택하겠노라고 엄숙히 약속했다. 925년 세울프가 죽자 헤르베르트는 라울의 도움을 얻어 교황 요한네스 10세에게 사자를 파견하여 자신의 아들을 랭스 대주교로 임명하도록 동의를 구했고, 926년 동의를 얻었다. 그러나 아르토는 위그를 랭스 대주교로 임명하는 것을 반대했다.
933년과 934년 라울이 헤르베르트 2세의 세력을 꺾기 위해 랭스로 쳐들어가 헤르베르트 2세가 단순왕 샤를 르 생쁠을 감금했던 요새를 불태웠다. 935년 전후로 그는 라울 또는 루이 4세에 의해 수아송, 비트리, 라온, 샤토 티에리 등을 압수당해 영지를 잃게 되었다. 934년 그는 독일왕 하인리히 1세에게 개입을 요청하였고, 하인리히 1세는 헤르베르트가 라울 왕에게 복종하는 대신, 랭스와 라온을 제외한 헤르베르트의 영토를 헤르베르트에게 돌려받게 했다. 이때 헤르베르트 2세는 라울에게 형식적으로 항복하였다. 라울은 얼마되지 않아 다시 헤르베르트를 공격하려고 군사를 일으켜 샤토 티에리 성을 점령했지만, 936년 1월 병으로 갑작스럽게 죽었다. 라울의 급작스러운 죽음으로 헤르베르투스 2세는 빼앗긴 샤토 티에리 요새를 되찾았다.
그해 서프랑크 왕국의 귀족들의 요청으로 루이 4세가 서프랑크로 귀국, 936년 6월 19일 즉위하자 위그 르 그랑은 헤르베르트 2세와 루이 4세의 화해를 주선하였다. 그러나 위그 르 그랑의 화해 주선은 실패한다. 서프랑크의 왕 루이 4세는 로타링기아에 대한 영유권을 주장했고, 939년 독일의 오토 1세는 군사를 이끌고 서프랑크로 쳐들어왔다. 헤르베르트 2세는 위그 르 그랑과 함께 오토 1세의 군사에 합류하였다. 오토 1세는 루이 4세에게 로타링기아 왕국의 영유권을 포기를 강요하여, 로타링기아 포기를 최종 약속받고 되돌아갔다.

### 최후
939년부터 940년 헤르베르트와 프랑크 공작 위그 르 그랑은 루이 4세에게 도전, 시범적으로 랭스를 점령하고 루이 4세를 위협했다. 이때 헤르베르트는 플로도하르트를 체포해 투옥시키고, 아들 위그를 랭스 대주교에 임명했다. 보다못한 교황 스테파노 8세가 개입하여 바티칸 특사들을 파리로 파견, 서프랑크의 귀족들에게 루이 4세를 국왕으로 인정할 것, 루이 4세에게 반기를 드는 이들은 교황과 하느님의 뜻을 거역하는 것으로 보고 누구든지 파문하겠다고 경고했다. 위그 르 그랑, 헤르베르트 2세를 지지하던 귀족들은 일단 위축되거나 슬슬 지지를 철회했다. 교황 스테파노 8세의 특사들의 칙령에 복종하는 척 했지만, 위그, 헤르베르트 2세를 지지하던 프랑크인 사제들은 일시에 지지를 모두 철회하였다.
교황 스테파노 8세는 헤르베르트에게 아들인 베르망두아의 위그에게 랭스의 대주교 자리를 제안하고, 루이 4세에 반대하는 귀족들의 힘을 약화시키려 했다. 교황 스테파노 8세는 바티칸 특사를 다시 보낼때 서프랑크 지역을 관할하는 대주교의 상징과 팔리움을 딸려서 파리로 보내 서프랑크 귀족들에게 루이 4세에 대한 충성 맹세를 약속받았다.
헤르베르트는 940년부터 941년에 잠시 플로도하르트를 체포했다가 풀어주었다. 941년에는 아르토를 체포하고, 바티칸에 아르토, 플로도하르트의 파문과 아들 위그를 랭스 대주교로 임명하도록 종용하였다. 그러나 위그의 랭스 대주교 임명에 대한 반발이 계속되었고, 루이 4세의 군대는 라온을 점령하였다. 941년 헤르베르트 2세는 위그 르 그랑과 윌리엄 1세 롱스워드 등과 동맹을 맺고 루이 4세를 공격했다. 독일의 오토 1세가 개입, 942년 리에주(Liège) 근처 비제(Visé)에서 오토 1세의 중재 하에 갈등은 종결되었다.
943년 루이 4세의 대관식을 치른 뒤, 얼마 뒤 헤르베르트는 체포되어 재판정에서 사형선고를 받았다. 943년 2월 23일 아시네의 생캉탱에서 교수형에 처해졌다. 10세기경 프랑스의 가톨릭 성직자이자 역사가 라올 글레버(Raoul Glaber)에 의하면 루이 4세가 헤르베르트의 교수형을 직접 지시, 보고받았다 한다.

### 사후
시신은 아시네 생캉탱의 크루아 성당(Collégiale de Saint-Quentin) 크립트에 안치되었다. 그의 영지는 아들들에게 분할 상속되었다. 영지 분할을 놓고 3년간 갈등하였으나 위그 르 그랑의 중재로 분할이 확정되었다. 외드는 아미앵과 비엔나를, 위그는 랭스 대주교직과 주변 지역을, 헤르베르트 3세는 오모이를, 로베르 1세는 뫼욱스와 트루아를 상속했다. 그러나 로베르가 죽으면서 헤르베르트 3세가 로베르의 영지를 차지했다가, 나중에 로베르의 아들 헤르베르트 4세가 그의 영토를 모두 상속했다. 헤르베르트 4세의 유일한 아들인 에티엔 또는 스티븐은 1019년~1020년에 아들을 잃고 1023년에 죽었으므로 헤르베르트 2세의 남자 후손들은 이때 단절되었다.
그러나 다른 아들인 아달베르트 1세의 아들 치니백작 치니의 오토 1세의 후손들은 13세기까지 이어졌다. 헤르베르트 2세가 생전 차지하려고 노력했던 라온은 로저 2세가 938년 복귀했지만 로저 2세 사후 서프랑크 국왕과 후대의 프랑스의 군주의 직할령으로 편입된다. 이때 그의 딸들 중 한 명이며, 노르망디공작 윌리엄 1세 롱스워드의 과부였던 딸 리우트가르트는 메제레(Mézerais)를 가져갔다. 그의 아들들간 유산을 분배할 때 개입한 위그 르 그랑은, 블루아는 자신의 측근 테오도발트에게 주었다. 테오도발트는 리우트가르트의 재혼 상대가 되는 남성이다.
943년 헤르베르트 2세에게 아미앵을 잠시 빼앗겼던 벡상의 라울 2세는 헤르베르트 2세의 죽음을 계기로 생 캉탱을 점령, 장악하려 했지만 오히려 헤르베르트의 아들들에 의해 살해되었다. 한편 헤르베르트 2세에 의해 투옥당했던 아르토와 플로도하르트는 948년에 인겔하임에서 열린 교회 회의에서 교황 아가페투스 2세에 의해 파문 취소 및 복권되고, 아르토는 랭스 대주교로, 플로도하르트는 랭스의 기록물 관리자로 임명되었다.
1876년 그가 안치된 생 캉탱 크루아 성당은 바실리카로 정비되었다. 그러나 1917년 8월 독일군이 프랑스를 침략했을 때 생 캉탱 성당을 불태우면서 그의 토굴 무덤도 파괴되었다.

## 가계
- 할아버지 : 피핀 2세(810/815 - 850), 샤를마뉴의 증손자, 이탈리아왕 베른하르트 1세의 서자.
- 아버지 : 헤르베르투스 1세
- 어머니 : 모라비아의 베르타(Bertha of Moravia)
  - 누이이자 장모 : 베아트릭스 드 베르망두아
  - 매부이자 장인 : 로베르 1세(Robert I of WestFranks)
    - 외조카사위이면서 처남 : 라울
    - 외조카이자 처남 : 위그 르 그랑, 위그 카페의 아버지
- 부인 : 아델라 드 서프랑크(Adele of Wsetfranks, 887년/891년 ~ 931년 5월), 로베르 1세의 딸이자 그의 누이 베아트릭스의 딸
  - 아들 : 외드 베르망두아(Eudes de Vermandois, 915년 ~ 946년 6월 19일)
  - 아들 : 아달베르트 1세(Adalbert I the Pious) 또는 알베르트 1세(Albert I, 915년 ~ 987년/988년 9월 8일)
  - 며느리 : 로타링기아의 게르베르가(930년경 - 978년), 로타링기아 공작 기셀베르트[11]와 작센의 게르베르가[12]의 딸
    - 손자 : 헤르베르트 3세 또는 4세(Herbert III or IV of Vermandois)
    - 손자 : 리우돌프(Liudolfe of Vermandois, 957년경 ~ 986년), 누아용(Noyon) 주교
    - 손자 : 오토 1세(Otto I of Chiny, 950/955년경 - 987년), 치니 백작. 일설에는 가이 1세의 아들이라는 설도 있다.
    - 손자 : 가이 1세

  - 딸 : 아델라 드 베르망두아(Adela de Vermandois, 910/915년경 ~ 960년)
  - 사위 : 아르눌프 1세(Arnulf I of Flanders), 플랑드르 백작
  - 아들 : 헤르베르트 3세(Herbert III de Omois, 910년/913년 - 980년/985년/993년), 별칭은 장로(the old)
  - 아들 : 로베르 1세(Robert I)
  - 며느리 : 아델라이드 드 트루아(Adélaïde Werra)
    - 손자 : 헤르베르트 4세(Herbert IV, 945년/950년경 - 995년/996년), 트루아, 모우 백작 겸 오모이 백작
    - 손녀 : 아델라(Adele of Meaux, 950년경 - 974년 3월 6일), 965년 앙주 백작 제프리 1세 회색드레스 공작(Geoffroy de GreyGown, 987년 사망)과 결혼
    - 손녀사위 : 제프리 1세 회색드레스 공작(Geoffroy de GreyGown, 987년 7월 21일 사망)
      - 외증손 : 풀크 3세, 앙주 백작[13]

    - 손녀 : 아델라(Adele of Meaux, 언니와 같은 이름, ? - 991년 사망), 하로렌 공작 샤를과 결혼[14]
      - 외증손 : 오토(1012년 사망), 하로렌 공작,
      - 외증손 : 외드(1012년 사망), 하로렌 공작, 대머리 카를 2세 계열의 마지막 남자 후손

    - 손자 : 아치볼드(Arcibaldo, 968년 8월 29일 사망), 상스 주교.

  - 딸 : 리우트가르트(Luitgarde de Vermandois, 914년 - 977년/978년 2월 9일)
  - 사위 : 윌리엄 1세 롱스워드(William I de Normandy), 그의 큰아버지 피핀 3세의 딸 발루아의 포파의 아들, 자녀 없음
  - 사위 : 블루아의 테오도발트 1세(Theobald I de Blois)
    - 외손자 : 테오도발트(Theodobald, 962년 사망)
    - 외손자 : 위그(Hugh, 985년 사망), 부르주 대주교
    - 외손자 : 오도(Odo, 995년 사망), 블루아 백작
    - 외손녀 : 엠마(Emma, 1004년 사망), 아키텐의 윌리엄 4세와 결혼

  - 아들 : 위그(Hugh, 920 - 962), 랭스대주교
  - 아들 : 가이 1세(Guy I) 또는 구이도 1세(Guido I, 919년경 - 986년/989년 6월 13일 사망)
- 사돈이자 처삼촌 : 외드(Eudes) 또는 오도(Odo I)

## 기타
헤르베르투스 2세가 살아있을 당시의 직위는 counts나 comte가 아닌 comtis였다. 그가 차지했던 영지들은 헤르베르툼 콤티엠(Heribertum comitem)이라 불렸다.

## 같이 보기
- 헤르베르터 왕조
- 헤르베르트 1세
- 라울
- 로베르 1세

## 참고 자료
- Settipani, C.: Nos ancêtres de l'Antiquité. Études des possibilités de liens généalogiques entre les familles de l'Antiquité et celles du haut Moyen-Age européen. Paris, 1991

| 전임 헤르베르트 1세 | 모우 백작 902년 - 943년 | 후임 로베르 |

| 전임 헤르베르트 1세 | 베르망두아 백작 907년 - 943년 | 후임 아달베르트 1세 |

|  | 수아송 백작 907년 - 930년 | 후임 가이 1세 |

| 전임 랑의 로저 2세 | 랑 백작 931년 - 938년 | 후임 랑의 로저 2세 |

| 전임 벡상의 라울 2세 | 아미앵 백작 926년 - 928년 | 후임 벡상의 라울 2세 |

| 전임 헤르베르트 1세 | 생캉탱의 영주 902년 - 943년 | 후임 벡상의 라울 2세 |

| 전임 부르고뉴의 위그 흑공 | 트루아 백작 936년 - 943년 | 후임 부르고뉴의 위그 흑공 |